# Hexatoma (Eriocera) crassipes
Hexatoma (Eriocera) crassipes is een tweevleugelige uit de familie steltmuggen (Limoniidae). De soort komt voor in het Oriëntaals gebied.